# دیرشاید
دیرشاید (به آلمانی: Dierscheid) یک شهر در آلمان است که در برنکاستل-ویتلیش واقع شده‌است. دیرشاید ۱۶۶ نفر جمعیت دارد.